# Eleutherodactylus staurometopon
Eleutherodactylus staurometopon es una especie de rana de la familia Eleutherodactylidae.

## Distribución geográfica
Es endémica de la isla de la Juventud (Cuba).

## Estado de conservación
Se encuentra amenazada por la pérdida de su hábitat natural. 